# Kolenchyma płatowa
Kolenchyma płatowa – część kolenchymy zbudowana z komórek żywych (często z chloroplastami) mająca celulozowo-pektynowe wzmocnienia na stycznych powierzchniach kolejnych komórek. Kolenchyma płatkowa występuje między innymi w łodygach rodzaju Sambucus.